# Бажаю успіху
«Бажаю успіху» (рос. «Желаю успеха») — радянський художній фільм, знятий в 1980 році режисером Олександром Косарєвим за сценарієм  Олега Стукалова-Погодіна.

## Сюжет
Петру Северіну (Геннадій Корольков) 35 років, він кандидат наук, працює в престижному інституті, в області статистики.
У його житті криза — ненависна робота, розставання з дівчиною, розчарування в житті. Одного разу дядько — професор, який працює на Далекому Сході — запропонував йому посаду керівника екологічної лабораторії.
Петро вирішує кардинально змінити своє життя, кидає Москву і відлітає до Владивостока.

## У ролях
- Геннадій Корольков — Петро Северін
- Ірина Короткова — Катя Мохова
- Іван Лапиков — Захар Гаврилович Мохов, лісник
- Данило Нетребін — Федір Михайлович Босих
- Михайло Глузський — професор Варенцов
- Хамар Адамбаєва — Любаша
- Роман Хомятов — Микола Панін
- Катерина Маркова — Ліда
- Всеволод Сафонов — Демид Демидович
- Антоніна Максимова — мати Петра
- Володимир Нікітін — Клюєв
- Володимир Дьяков — Ігор
- Валентина Тежик — Таня
- Ніна Зоткіна — Олена
- Микола Парфьонов — Степан Трохимович, сусід
- Борис Кордунов — академік
- Борис Панін — браконьєр
- Таміла Ахмедова — епізод (в титрах не вказано)
- Микола Єременко — капітан (в титрах не вказаний)

## Знімальна група
- Режисер —  Олександр Косарєв
- Автор сценарію —  Олег Стукалов-Погодін
- Оператори-постановники — Віктор Листопадов, Ігор Мельников
- Художник-постановник — Василь Голіков
- Композитор —  Олексій Рибников